# Świdno (powiat węgrowski)
Świdno – wieś w Polsce położona w województwie mazowieckim, w powiecie węgrowskim, w gminie Wierzbno. Ma status sołectwa.
Wierni Kościoła rzymskokatolickiego należą do parafii św. Apostołów Piotra i Pawła w Wierzbnie.
W latach 1975–1998 miejscowość należała administracyjnie do województwa siedleckiego.

## Etymologia nazwy Świdno
Miejsce, na którym założono wieś, porośnięte było niegdyś przez "świdwę" (Dereń świdwa). W miejscu tym osiedlili się osadnicy olęderscy. Koloniści niemieccy oprócz wspomnianego miejsca zajęli również dwa inne. Celem rozróżnienia, ci mieszkający na terenie obecnego Świdna określani byli jako "mieszkający w świdwie" lub "ze świdwy". Trudna do wymówienia grupa spółgłoskowa -dwn- przeszła w -dn-, skąd otrzymaliśmy przymiotnik "świdnie", "świdny". Taką hipotezę zdaje się potwierdzać biotop krzewu świdwy - w okolicach brzegów rzek, na skrajach widnych i wilgotnych lasów oraz na wilgotnych łąkach - oraz miejsca osiedlania się osadników olęderskich.

## Historia

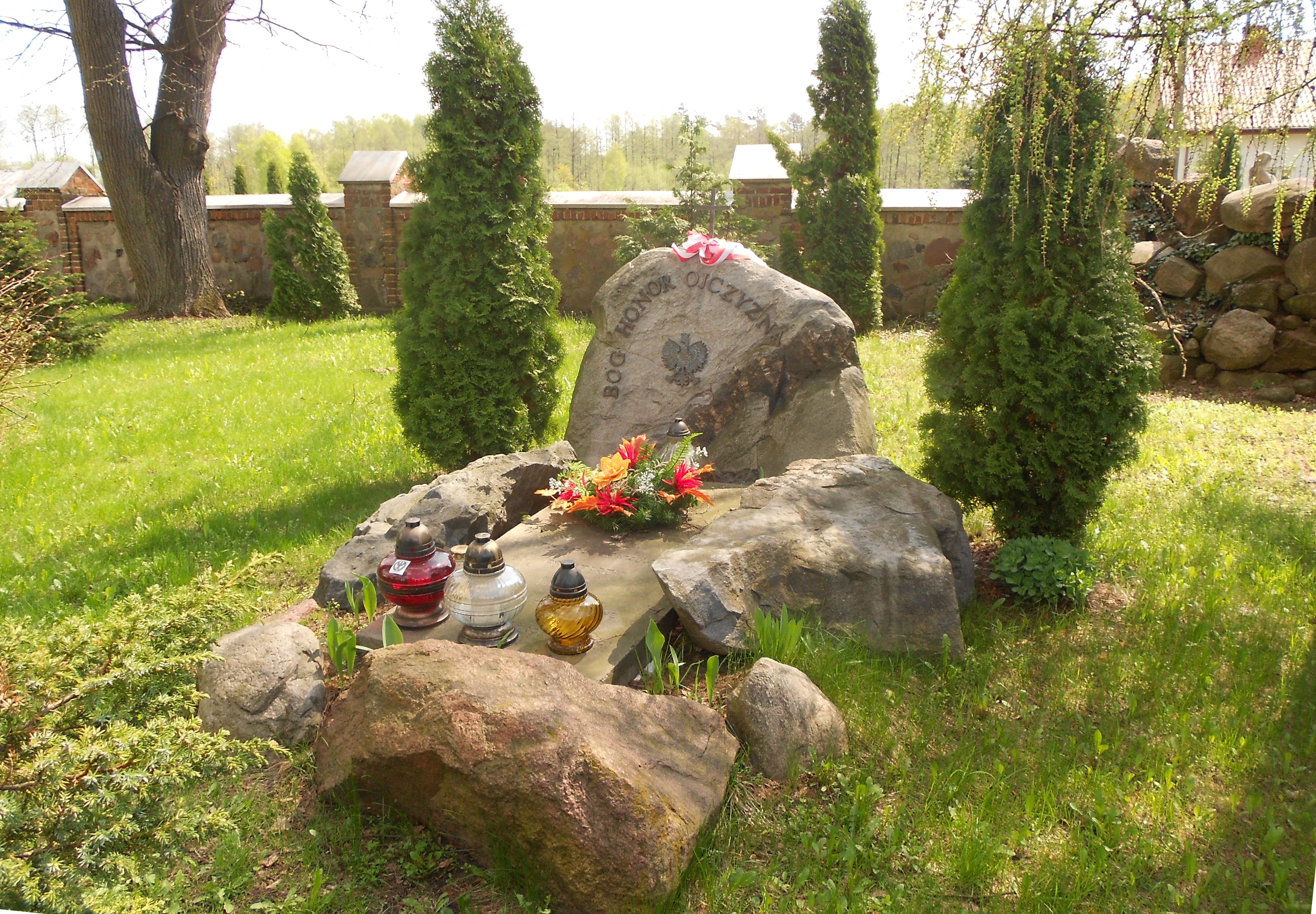
Miejsce pochówku powstańców styczniowych

Wieś najprawdopodobniej została założona przez osadników olęderskich na początku XIX wieku - w ostatnim okresie zakładania wsi na prawie holenderskim. Wówczas to dominującymi osadnikami byli koloniści niemieccy wywodzący się z Niemiec, Prus, Pomorza lub Wielkopolski. Trudno natrafić na ślady tych wsi w dokumentach, ponieważ kolonistów osadzano już wówczas bez kontraktów, zawierając często jedynie umowę między stronami - właścicielem gruntu a osadnikami.
Kolonistów najprawdopodobniej sprowadził dziedzic Wierzbna w latach 1800-1838 -- Szczepan Świniarski. Świniarski kształcił się w Krakowie na Uniwersytecie Jagiellońskim, brał udział w Powstaniu Kościuszkowskim, był członkiem Rady Najwyższej Narodowej oraz posłem na Sejm w 1831 roku z województwa mazowieckiego, powiatu stanisławowskiego. W 1831 roku jako 136-ty poseł podpisuje się pod Aktem detronizującym z tronu polskiego Cara Mikołaja I.
Wydaje się, że Świniarskiemu zależało na kolonizacji swoich dóbr. Dokonał on podziału na parcele oraz kolonizacji dóbr sąsiadujących bezpośrednio z Wierzbnem w postaci obecnych wsi Soboń (dawnej Soboń Joanin) oraz Wólka (dawnej Wólka Świniarska). 31 października 1831 roku podpisuje on umowę w postaci kontraktu prywatnego z polskimi kolonistami wsi Soboń oraz Wólka Świniarska. Wydaje się, że Świniarski jako człowiek wykształcony i obeznany w świecie musiał sobie zdawać sprawę, że podmokłe i trudne tereny obecnego Świdna, a zarazem atrakcyjne bo sąsiadujące bezpośrednio z Wierzbnem, mogą skolonizować tylko koloniści niemieccy czy olędrzy. Jednakże w przeciwieństwie do Wólki i Sobonia nie zachował się dokument to potwierdzający.
O olęderskim charakterze wsi świadczyć może podmokły i zalewowy charakter gruntów jej lokalizacji. Wieś nigdy nie była duża pod względem liczby domów, jednakże geograficznie jest bardzo rozciągnięta prawie całkowicie umieszczona na podmokłym terenie, okresowo zalewanym. Żadna inna wieś w okolicy nie ma tak niekorzystnych warunków. Olęderskie korzenie może potwierdzać również architektura budynków (część mieszkalna i inwentarzowa pod jednym dachem), wierzby posadzone prostopadle do kierunku wylewania lokalnej rzeczki, odrębny cmentarz (zaledwie 2 km od wierzbińskiego), dokumenty tabeli likwidacyjnej oraz przekazy ustne.
Na mapie z około 1825 roku Topograficzna Karta Królestwa Polskiego Świdno nie zostało wykazane. Jednakże nie są pokazane również wsie Natolin i Adamów, mimo że informacje o nich można już spotkać w księgach parafialnych w XVII wieku. W roku 1854 w dokumencie "Opisanie Lasów Królestwa Polskiego..." wyszczególniono lasy we wsi Świdno, których właścicielem był Napoleon Świniarski. Napoleon Świniarski (syn Szczepana) otrzymał dobra w Janówku z wsią Świdno po podziale majątku Wierzbno w 1842 roku.
29 października 1863 roku na terenie wsi Świdno dochodzi do likwidacji przez kozaków oddziału powstańczego rozbitego wcześniej
we wsi Czerwonka. W Bitwy i potyczki... na stronie 48 Zieliński opisuje to w następujący sposób:
Dowódca węgrowskiego oddziału, pułkownik Rambach 27. 10. ruszył ku Kosowu z Sokołowa, mając 2 roty, pół szwadrona ułanów, pluton artyleryi i 70 kozaków. Dnia 29. 10. przednie straże doścignęły oddział 100 powstańców we wsi Czerwonce. Powstańcy rozbici pierzchnęli w dwóch kierunkach, ku Nasierowicom i ku koloni Świdno, ścigani przez kozaków i jedną rotę piechoty. Straty powstańców miały być znaczne, a 29 dostało się do niewoli, podczas gdy po stronie moskiewskiej jeden tylko zabity (kozak zapewne) i 2 rannych.
Według źródeł przekazów ustnych i ksiąg parafialnych zginęło 17 powstańców. Rosjanie zabraniają ponadto możliwości pochowania powstańców. Jednakże lokalna ludność w nocy przewozi ciała poległych do Wierzbna i chowa je na terenie kościoła. Dzisiaj w miejscu pochówku znajduje się pamiątkowy grób z Orłem na płycie i napisem "Bóg Honor i Ojczyzna".
Nie wiadomo dokładnie dlaczego, ani też od kiedy ale w latach 60-tch XIX w. koloniści zaczynają opuszczać wieś. Z tabeli likwidacyjnej dóbr Janówka z 1867 roku wynika, że koloniści stanowią mniejszość. W 1867 na mocy ukazu carskiego we wsi Świno uwłaszczeni zostali: Wagner Frydrych, Baranowski Joachim, Suchocki Jan, Olko Józef, Zalewski Ludwik, Mroczek Abraham, Fiszer Leopold, Dyga Jakub, Langner Piotr, Korycin Wincenty, Herms (Grems) Frydrych, Waldzik Antoni, Suchocki Jan Karol, Kowalczyk Stanisław, Kowalczyk Ludwik. Dodatkowo wyodrębniono 1 mórg 100 prętów dla "szkoły". Na działce wyodrębnionej dla szkoły znajduje się również cmentarz kolonistów. Nazwa działki oraz lokalizacja cmentarza, może świadczyć o tym, iż koloniści mieli przy cmentarzu swój kościół bardzo często łączony ze szkołą. W 1873 roku ostatni "rdzenny" mieszkaniec Świdna zachowujący odrębność kulturową i wyznaniową -- Fridrich Herms sprzedaje swój majątek Janowi Krasuskiemu i opuszcza wieś.
Po tym okresie odbywa się największy rozrost wsi. Na mapie niemieckiej z 1903 w Świdnie jest już zarejestrowanych 14 domów. Podobną liczbę podaje Słownik geograficzny Królestwa Polskiego z 1880 - 1902 roku. W 1914 roku jest już 15 domów, natomiast mapa z 1937 roku pokazuje ich 17.
Świdno omijają działania wojenne zarówno w pierwszej wojnie światowej, wojnie w 1920 roku jak i w Kampanii Wrześniowej. W czasie okupacji do mieszkańców Świdna zostają przesiedleni mieszkańcy z Gdyni między innymi Górscy i Sulejowie. W roku 1942 w lasach świdnowskich ukrywają się zbiegli radzieccy żołnierze. Jeden z nich ma na imię Fiodor. Wyplata on kosze z korzeni drzew i wymienia je u mieszkańców Świdna na jedzenie. Z zawodu był on nauczycielem. W 1944 roku zostaje jednak zastrzelony przez snajpera niemieckiego. Został pochowany tam gdzie go zastrzelono, na skraju lasu świdnowskiego. Świdno stało się też miejscem ostatecznego spoczynku dla żołnierza niemieckiego. Okopał się on przy domu nr 8 i był obserwatorem do korekcji ognia artyleryjskiego z pozycji niemieckich we wsi Kamionce. Zginął również od kuli snajperskiej tym razem żołnierza radzieckiego. Został pochowany przy skrzyżowaniu dróg na Świdnie. Żadna z wymienionych ofiar wojny nie została ekshumowana i spoczywa tam do dzisiaj.
W 1982 dzięki staraniom ówczesnego sołtysa oraz wysiłkowi mieszkańców zostają wykopane rowy oraz zbudowany most betonowy zapewniające możliwość wydostania się ze wsi niezależnie od pory roku.

## Obiekty historyczne
Na terenie wsi Świdno można doliczyć się kilku obiektów o znaczeniu historycznym. Niestety te najbardziej cenne są ukryte lub zaniedbane. Pierwszym z nich jest dawny cmentarz osadników olęderskich. Znajduje się on na końcu wsi na terenie najwyżej położonym. Niestety obecnie miejsce, na którym zlokalizowano cmentarz jest polem uprawnym. Zachodnia cześć cmentarza służyła mieszkańcom jako miejsce pozyskiwania piachu. Według przekazów, bardzo często podczas jego pozyskiwania, natrafiano na fragmenty trumien lub kości. Obecnie w tym miejscu pozostało urobisko w formie dołu.
Drugim zabytkiem jest dawny dom olęderski z początków ich osadnictwa. Dom ten był kupiony przez Jana Krasuskiego od Fridricha Hermsa. W 1976 roku dom ten został sprzedany, rozebrany na części a następnie złożony na podpiwniczeniu i obmurowany. Jest on obecnie zlokalizowany w Świdnie pod numerem 7.
Innym zabytkiem jest krzyż drewniany zlokalizowany w środkowej części wsi. Krzyż ten został wykonany przez Władysława Bergera jako wotum dziękczynne za uratowanie życia w wojnie rosyjsko - japońskiej. Krzyż ten zawiera inskrypcje w XIX-wiecznym języku oraz datę 26 września 1908 roku.
Nieco młodszy bo z 1927 roku, jest krzyż żelazno-betonowy postawiony przy skrzyżowaniu drogi w kierunku Emina. Został on postawiony "jako pamiątka" przez Józefa Kowalczyka oraz jego syna.